# San Pedro de la Ribera
San Pedro de la Ribera (en asturiano: San Pedru la Ribera) es una localidad asturiana de la parroquia de Soto de Luiña, en el concejo de Cudillero.
También se conoce al pueblo como San Pedro de Bocademar o Bocamar.

## Geografía
Situado a 50 metros sobre el nivel del mar y a doce kilómetros de la capital del concejo, en la localidad está en la desembocadura del río Esqueiro.
Su playa es una de las más concurridas del concejo de Cudillero.

## Demografía
Contaba en el año 2000 con una población de 17 habitantes.